# Ромска ношња
Ромска ношња је традиционална одећа ромског народа. Ромска традиционална одећа је уско повезана са историјом, културом и националним идентитетом Рома.
Одређени научници повезују сличности ромске одеће са јужноазијским становништвом због општег консензуса о јужноазијском пореклу Рома. Међутим, они такође примећују да постоје и многе разлике, што указује на контакт који су Роми имали са разним другим групама. Због тога се ромска хаљина може драстично разликовати међу различитим племенима, међутим, постоје одређене сталне сличности које дефинишу ромску одећу у целини. Роми су често препознатљиви другим Ромима по свом изгледу и културним правилима облачења. Штавише, Роми цене спољашњи приказ свог богатства и просперитета који се одражава у њиховој традиционалној ношњи.

## Женска одећа
Хаљина Ромкиња наглашава културну традицију приказивања свог богатства као знак среће. Ромкиње обично носе златне огрлице, наруквице и мараме, које су често украшене златним новчићима. Дикло је традиционална марама коју носе удате Влашке Ромкиње.
За доњи део тела Ромкиње традиционално носе сукње. Величина сукње варира међу људима различитих племена, старости и брачног статуса. Традиционално су се сукње увек носиле испод колена, јер се доњи део тела сматра табуом у ромској култури због закона поморства, али то се променило у модерним временима. Ромкиње би такође традиционално избегавале панталоне, иако се то променило и међу младом генерацијом. Поред тога, међу Влашким Ромима, удате жене ће носити белу кецељу преко сукње. Кецеља је постављена да би заштитила храну од прљавштине хаљине према кодексу чистоће Рома.
У одређеним влашким ромским културама као што су Габори, Ромкиње старије од 10 година морају да поштују кодекс облачења који се састоји од шарене плисиране сукње, шарене блузе са шарама, дугачке плисиране кецеље од истог материјала као и сукња и за удате жене, марама је правило за одевање. И удате и младе жене носе црвену траку у коси. За обућу жене носе сандале, папуче, чизме или ципеле. Боја сукњи може одражавати статус и старост Ромкиње, при чему млађе девојке користе светлије боје, а старије жене тамније боје. Црне сукње су знак жалости у ромској култури.
У муслиманским ромским заједницама на Балкану, жене млађе генерације имају тенденцију да носе конзервативнију исламску одећу, док старија генерација преферира традиционалнију одећу са традиционалним ромским дизајнима, бојама и симболиком. У муслиманском ромском друштву помно се прате правила облачења жена и наглашава се скромност, посебно када је у питању доња половина тела.

## Мушка одећа
Роми у урбаним срединама обично носе сјајна одела и кравате као приказ моде, статуса и елеганције. Роми често носе златно прстење и огрлице као накит. Шешир и прслук Рома указује на његову племенску и кланску припадност. Због ромске стигме по питању доњих делова тела, Роми ће често избегавати да носе шорцеве.
Ромска мушка одећа се стандардизовала у сваком клану посебно, а дељење одеће између чланова клана сматрало се симболом братства.
У одређеним културама Влашких Рома као што су Габори, мушкарци се придржавају кодекса облачења који се састоји од шешира са широким ободом, црних панталона лабавог кроја, тамног капута и кошуље и прслука са сребрним дугмадима. За обућу мушкарци носе црне затворене ципеле.

## Прогон
У многим областима до данас, идентификација некога као Рома може имати негативне последице. Учињени су бројни покушаји да се Роми асимилирају у европско друштво минимизирањем различитих културних обележја као што је одећа. Европске државе су имале необавезне и присилне покушаје асимилације или искорењивања ромске културе. Током Порајмоса и других догађаја екстремног прогона, где је идентитет Рома могао бити опасна, многи Роми морали су да напусте своје културно одевање. Међутим, Роми се и данас опиру асимилацији упркос тренутним напорима европских држава да демонизују и ставе ван закона ромску културу, укључујући ромску одећу.
Због покрета као што је боемизам, многи нероми су почели да се облаче као Роми. Хелен Грејам описује проблематичну природу овог тренда:
Проблем [...] је у томе што људи који нису Роми могу да се „маскирају у Цигане” на један дан без озбиљних последица, али када се Ром обуче у традиционалну одећу, или чак у привид такве одеће, одговор може бити бруталан.

## Галерија
- Ромска мајка из Румуније у традиционалној хаљини
- Слика ромске жене из Румуније, Карол Сатмари [], 1870.
- Пољска Ромкиња [] у традиционалној хаљини
- Ромске жене из Мађарске
- Традиционална ношња Габор Рома из Трансилваније
- Ромске жене из Турске
- Ромски мушкарци из Турске
- Каморо ромски Фестивал 2007. у Прагу.

У уметности
- Ромске жене у традиционалној ношњи, Константи Манковск, 1887.
- Ромски ковач у планинама Матра [], Теодор Валерио, 1852.
- Ромски гуслач из Мађарске, Гјорги Вастаг []
- „Musical Romani girls” (прев. Музикалне ромске девојке), оријентални цртеж Едоуарда Дебрусела, (1835-1871)
- Ромске жене, Николај Јарошенко
- Ромска жена у традиционалној хаљини, 1851.
- Ромска девојчица, Константин Маковски []
- Две Ромкиње седе испред своје куће, Педер Северин Крејер [], 1878.
- Ромска девојчица са мандолином, Жан-Баптист-Камил Корот []
- Иберијска Кала [] плеше, Алберт Еделфелт, 1881.